# Camponotus silvestrii
Camponotus silvestrii é uma espécie de inseto do gênero Camponotus, pertencente à família Formicidae.